# Kanon rzymski

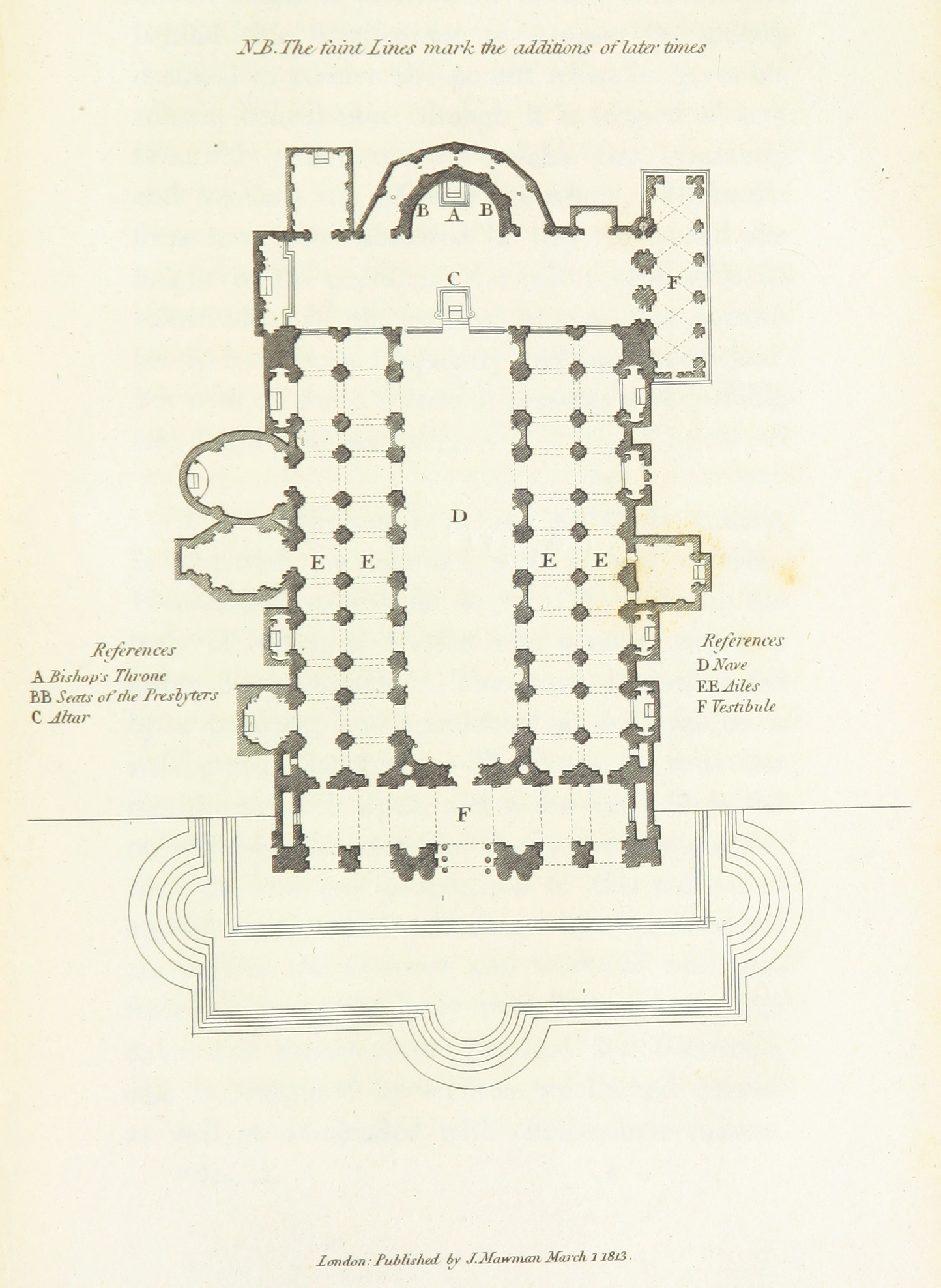
Typowy dla wczesnych kościołów łacińskich plan bazyliki św. Jana na Lateranie (IV w.). Stanowiła uprzywilejowaną przestrzeń dla celebracji Kanonu rzymskiego. Bazylika była również katedrą papieża Grzegorza Wielkiego. Litera A oznacza miejsce przewodniczenia dla biskupa, B – siedzenia dla koncelebrujących z nim prezbiterów, C – miejsce ołtarza w centrum

Kanon rzymski – tekst modlitwy eucharystycznej tradycji rzymskiej, celebrowanej w Kościele łacińskim i Kościołach starokatolickich. Należy do najstarszych w chrześcijaństwie, jej korzenie sięgają liturgii chrześcijańskiej pierwszych wieków, przystosowującej do swoich potrzeb modlitwy sederu paschalnego oraz liturgii synagogalnej. W formie pisanej Kanon istnieje prawdopodobnie od IV wieku. W okresie od VI do XX wieku był sprawowany w prawie niezmienionym brzmieniu, choć forma jego celebracji przechodziła okresy upadku i odnowy. W czasach nowożytnych został najpierw odnowiony w mszale rzymskim Piusa V wydanym po soborze trydenckim w 1570 r., potem także w mszale opublikowanym przez Jana XXIII w 1962 r. Przez wieki był jedyną rzymską liturgią eucharystyczną. W nowym mszale rytu rzymskiego, opublikowanym w wyniku reformy soboru watykańskiego II, kanon został zastąpiony przez modlitwy eucharystyczne.  Pierwsza modlitwa eucharystyczna jest bezpośrednim nawiązaniem do kanonu rzymskiego.

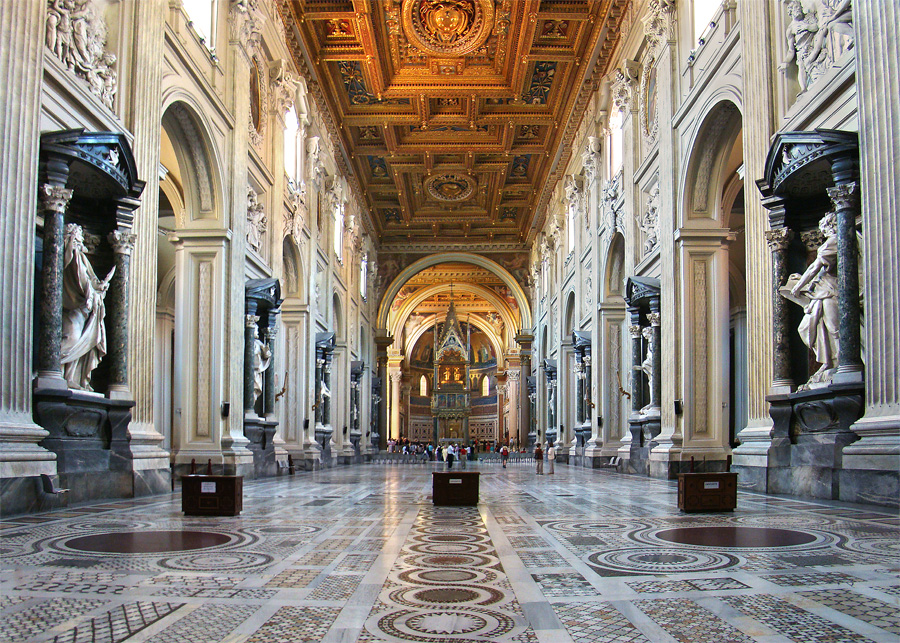
Nawa główna bazyliki św. Jana na Lateranie. Do XVII wieku w kościołach zachodnich nie było miejsc siedzących dla wiernych, z wyjątkiem niektórych dostojników państwowych

## Historia
Tekst kanonu rzymskiego otrzymał swą ostateczną postać w VI w. za czasów papieża Grzegorza Wielkiego. Z wyjątkiem kilku drugorzędnych szczegółów dotrwał niezmieniony do naszych czasów. Nie ma dokładnych wiadomości, które pozwalałyby prześledzić, jak kształtował się, zanim osiągnął ostateczną postać. Ogólnie wiadomo, że modlitwy eucharystyczne zaczęto spisywać na szerszą skalę dopiero w połowie IV w.

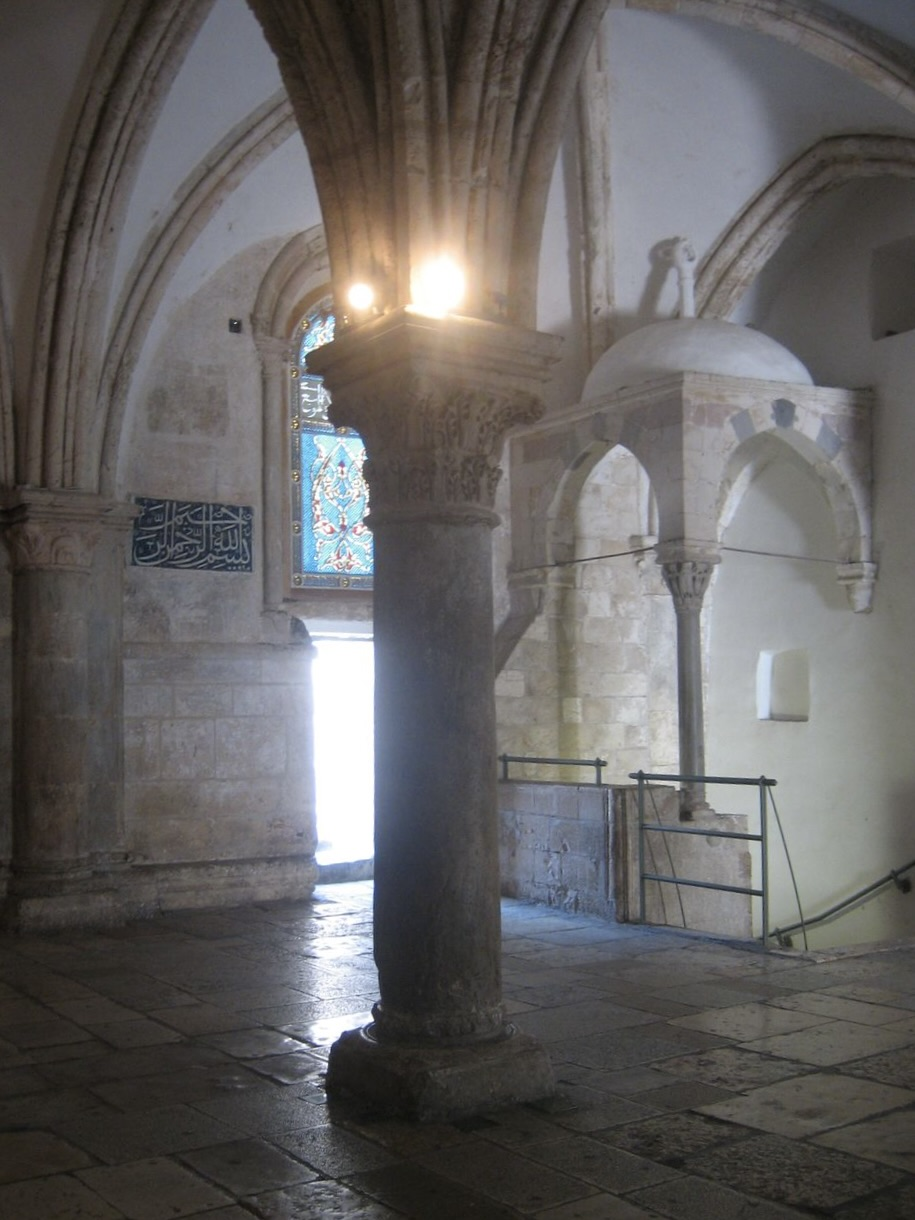
Sala na górze w Jerozolimie zwana Wieczernikiem – wygląd współczesny (por. Ewangelia Marka 14,12-16). Tu sięgają najprawdopodobniej początki kształtowania się Kanonu rzymskiego, kiedy pierwsza wspólnota Kościoła, której częścią była też rodzina św. Marka, wypełniając polecenie Jezusa zbierała się na Eucharystie. Używając kielicha paschalnego (birkat hamazon), którego użył sam Jezus w czasie Ostatniej Wieczerzy ten, który przewodniczył – ktoś z Jedenastu, być może św. Piotr – wypowiadał słowa znajdujące się do dziś w modlitwie Qui pridie Kanonu rzymskiego: „Podobnie po wieczerzy wziął ten przesławny kielich w swoje święte i czcigodne ręce...”.

### Okoliczności kształtowania się Kanonu
Przypuszcza się, że początki liturgii Kanonu sięgają środowiska Piotra Apostoła i jego towarzysza Marka Ewangelisty. Według tradycji, to właśnie w rodzinnym domu Marka w Jerozolimie odbyła się Ostatnia Wieczerza. Zgodnie ze słowami Kanonu o ustanowieniu Eucharystii przewodniczący mówi, że Jezus „po wieczerzy wziął ten przesławny kielich w swoje święte i czcigodne ręce” – zaimek „ten” zdaje się wskazywać, że pierwotnie chodziło dokładnie o to naczynie, którego użył Jezus. Kielich mógł być przechowywany ze czcią przez wspólnotę Kościoła zbierającą się razem z rodziną św. Marka, by „spożywać wieczerzę Pańską”, zgodnie z poleceniem Chrystusa: „to czyńcie na moją pamiątkę” (por. Łk 22,19, 1 Kor 11,20). Dziś znajduje się w Walencji i nazywany jest świętym Graalem. Uczcił go papież Benedykt XVI w czasie odwiedzin tego miasta w lipcu 2006 r. Zwrot „ten kielich” pozostał w Kanonie jako prawdopodobne świadectwo apostolskich początków tej rzymskiej modlitwy eucharystycznej.
W początkowym okresie, w pierwszych stuleciach chrześcijaństwa Eucharystia była rozumiana jako wydarzenie wspólnotowe tworzące jedność Kościoła jako Ciała Chrystusa. Augustyn z Hippony (354-430) powie w katechezie mistagogicznej do nowo ochrzczonych: „Jeśli jesteście ciałem Chrystusa i członkami, na stole Pańskim znajduje się wasza tajemnica: swoją tajemnicę przyjmujecie” (Kazanie 272). W innym kazaniu powie: „Powierza się wam w tym chlebie to, jak bardzo powinniście miłować jedność” (Kazanie 227). Zanim miejscem celebracji stała się duża przestrzeń bazyliki rzymskiej, Kanon był sprawowany dość kameralnie w Domus ecclesiae, który był zaadaptowaną rodzinną rzymską willą. Tam wszyscy się znali, tworzyli wspólnotę na wzór pierwotnej wspólnoty jerozolimskiej (por. Dzieje Apostolskie 2,42-47; 4,32). Do modlitwy Kanonem zostali wcześniej przygotowani poprzez katechumenat, który był prawdziwym i właściwym wtajemniczeniem biblijno-liturgicznym odbywanym przed chrztem. Trzeba też pamiętać, że wczesne chrześcijańskie i żydowskie społeczności były początkowo nie do odróżnienia i długo się mieszały. Szczególnie w niektórych obszarach, takich jak Palestyna i Egipt. Środowiska żydowskie i chrześcijańskie w Rzymie miały silne związki właśnie z Aleksandrią, wiele też Żydów pochodziło z Palestyny. Uczestnictwo w Eucharystii tuż po chrzcie było przeżywane jako wejście do Ziemi Obiecanej. Od czasów Tertuliana (150-240 r.) i Hipolita (170-235 r.), oprócz komunii w czasie tej pierwszej Eucharystii dawano nowo ochrzczonym do wypicia mleko i miód. Był to znak przekroczenia Jordanu we chrzcie i wejścia do wiecznego dziedzictwa (por. Księga Kapłańska 20,24). Zwyczaj ten był nadal praktykowany w Rzymie na początku VI wieku. Jan Diakon tłumaczył, że Ziemia Obiecana „to była ziemia zmartwychwstania. ... To oni (nowo ochrzczeni) mieli otrzymać tę ziemię”. Eucharystia dała im przedsmak spełnienia obietnicy. Mogli teraz śpiewać: „Jak słodkie w moich ustach Twoje słowa, Panie, słodsze niż miód z plastra miodu” (Ps 119 /118/, 103). To były okoliczności, w których kształtowała się postać eucharystycznego Kanonu rzymskiego.

### Okres tradycji ustnej
Zanim w IV wieku zaistniał w postaci pisanej, Kanon był przekazywany ustnie w formie redagowanych i zapamiętywanych wzorów, które służyły jako przewodnik dla celebransa, bardziej niż propozycja niezmiennych formuł. Kanon ukształtował się zatem na początku jako pewien schemat, który funkcjonował po grecku – jak cała liturgia chrześcijańska w Rzymie, a także inne liturgie zachodnie w pierwszych trzech stuleciach. Przejście z greki na łacinę dokonało się w IV wieku.
Druga połowa IV wieku była okresem wielkiego rozwoju formuł eucharystycznych i jednocześnie apogeum patrystyki. Ukształtowało się wtedy pięć podstawowych schematów: wschodnio-syryjski, zachodnio-syryjski, aleksandryjski, rzymski oraz gallikańsko-mozarabaski. Każdy z nich wypracowany został w innym starożytnym ośrodku chrześcijaństwa: np. Antiochia, Aleksandria (por. Kościoły wschodnie), Rzym czy Konstantynopol. Można odnaleźć świadectwa ich wzajemnego oddziaływania. A także, mimo wielkiego bogactwa i różnorodności form, pewne elementy stałe. Zawarte w nich treści prowadzą ostatecznie do Wieczernika i modlitw zanoszonych w czasie żydowskich paschalnych liturgii świątecznych przy posiłku, które posłużyły za pierwszą formę liturgiczną ustanowionej przez Jezusa Eucharystii. Po drodze dodano modlitwy synagogalne, dostosowując je, oczywiście, by wyrażały chrześcijańskie tajemnice paschalne. Pewne światło dla historii rozwoju rytu rzymskiego może dać ewolucja rytu aleksandryjskiego. Modlitwy eucharystyczne powstałe w Aleksandrii, jednego z pięciu, obok Rzymu, centrów starożytnego chrześcijaństwa są z nim blisko spokrewnione i ich historia jest łatwiejsza do prześledzenia, dzięki tekstom z papirusów zachowanych w piaskach pustyni egipskiej. Studia porównawcze ukazują pierwotne pochodzenie tekstów modlitw liturgii aleksandryjskiej jako przekształconych w duchu chrześcijańskim synagogalnych błogosławieństw (berachot) połączonych z Sanctus. Ta ostatnia modlitwa także pochodzi z liturgii żydowskiej – od modlitwy Kedusza.

### Kanon rzymski a rozwój liturgii aleksandryjskiej
Studium porównawcze tekstu Kanonu z tekstem archaicznej wersji aleksandryjskiej modlitwy eucharystycznej z papirusu Strasbourg gr. 254 wykazało, że ryty aleksandryjski i rzymski są owocem dwóch różnych procesów rozwoju, które jednak miały ten sam punkt wyjścia.
Jest bardzo wiele analogii co do treści i struktury, a nawet wiele podobieństw w dziedzinie środków wyrazu między aleksandryjską a rzymską modlitwą eucharystyczną. Eucharystia aleksandryjska – czyli klasyczna w tym kościele liturgia św. Marka, której tłumaczeniem jest koptyjska liturgia św. Cyryla – wydaje się jeszcze bardziej skomplikowana niż kanon rzymski. Modlitwy rozpoczynają się wstępnym dialogiem „Pan ze wszystkimi”, analogicznym do rzymskiego „Pan z wami”. Tekst tych modlitw przez swoje odniesienia sapiencjalne, sławienie Mądrości Bożej udzielonej człowiekowi jest szczególnie bliski judeo-chrześcijańskim modlitwom eucharystycznym z VII księgi Konstytucji apostolskich.
Podobna struktura, a także elementy treściowe, np. wzmianka o ofierze Abla i Abrahama, czy o aniele zanoszącym ofiarę do nieba, brak wzmianki o Duchu Świętym w epiklezach, jak również różnice między umiejscowieniem Sanctus oraz grupy wezwań i kommemoracji – są skutkiem, według Louisa Bouyera, czerpania z tej samej liturgii synagogalnej. W Rzymie i w Aleksandrii była ona podobna. Wynikało to z faktu, że w Rzymie mieszkało dużo Żydów aleksandryjskich. Synagogi rzymskie posługiwały się w czytaniach Septuagintą, w liturgii zaś schematami greckimi diaspory żydowskiej z Egiptu. Kościoły chrześcijańskie, które wtedy były judeo-chrześcijańskie tworzyły więc tak w Rzymie, jak w Aleksandrii własną liturgię, czerpiąc wzory z tej samej wersji żydowskich tekstów liturgicznych, która obowiązywała w Aleksandrii. W ten sposób można wytłumaczyć pierwotną wspólnotę chrześcijańskiej liturgii aleksandryjskiej i rzymskiej. Ponieważ jednak w Rzymie znaczącą część Kościoła tworzyli także Żydzi wschodni, a zwłaszcza palestyńscy, liturgię Kościoła rzymskiego cechował większy konserwatyzm. Tu można widzieć powód, dla którego formy zachowane do tej pory w kanonie rzymskim, widoczne są jedynie we wcześniejszych wersjach rytu aleksandryjskiego, w liturgiach z papirusów odnalezionych w Der-Balyzeh oraz papirusu Andrieu-Collompa oraz anaforze Serapiona z Thmuis.

### Kanon rzymski wobec kanonu Hipolita
W XX wieku wśród uczonych zajmujących się historią liturgii odbyła się dyskusja na temat ewentualnego pochodzenia kanonu od modlitwy z III w. opisanej przez Hipolita w Tradycji apostolskiej. Według Antona Baumstarka, żadna z części i modlitw Kanonu rzymskiego nie przejawia jakiegokolwiek pokrewieństwa z modlitwą eucharystyczną Hipolita rzymskiego, a według niego była ona pierwotną formą Eucharystii sprawowanej w Rzymie. Konsekwentnie, niemiecki uczony uznał, że kanon rzymski powstał w wyniku radykalnej reorganizacji swej poprzedniczki. Przeobrażono i uzupełniono ją o przypadkowe elementy, rujnując jej jedność i harmonię. Tezę tę poparli tacy liturgiści jak W. Frere, Josef Andreas Jungmann i Th. Klausner.
Według Louisa Bouyera teza o przepracowaniu modlitwy Hipolita jest pozbawiona racji z wielu względów. Pierwszym argumentem przeciw jest to, iż Hipolit był w osobistym konflikcie z papieżami – a więc eucharystia, którą opisuje w swej Tradycji apostolskiej, jest alternatywną wobec używanej w jego czasie w Rzymie. Wobec tej ostatniej Hipolit w prologu wyraża swą dezaprobatę, podobnie jak czynił to wobec innych dziedzin życia i nauczania Kościoła rzymskiego. Bouyer zwrócił też uwagę, że nie ma żadnych świadectw ani zewnętrznych, ani w samym tekście, które by wskazywały na tak radykalne zastąpienie jednej liturgii eucharystii drugą. Ponadto istnieje świadectwo liturgii św. Ambrożego z Mediolanu z IV w. zawarte w jego katechezach mistagogalnych do katechumenów O sakramentach IV,21-28, który przytacza środkową część kanonu, będącą prawie identyczną do tej, którą znał papież Grzegorz Wielki w VI wieku. Można zatem stwierdzić, że kanon rzymski był w takiej czy innej formie modlitwą kościoła w Rzymie kilka wieków przed papieżem Grzegorzem. Pewne ślady mogą wskazywać na związki z liturgią Egiptu, konkretnie Kościoła aleksandryjskiego.

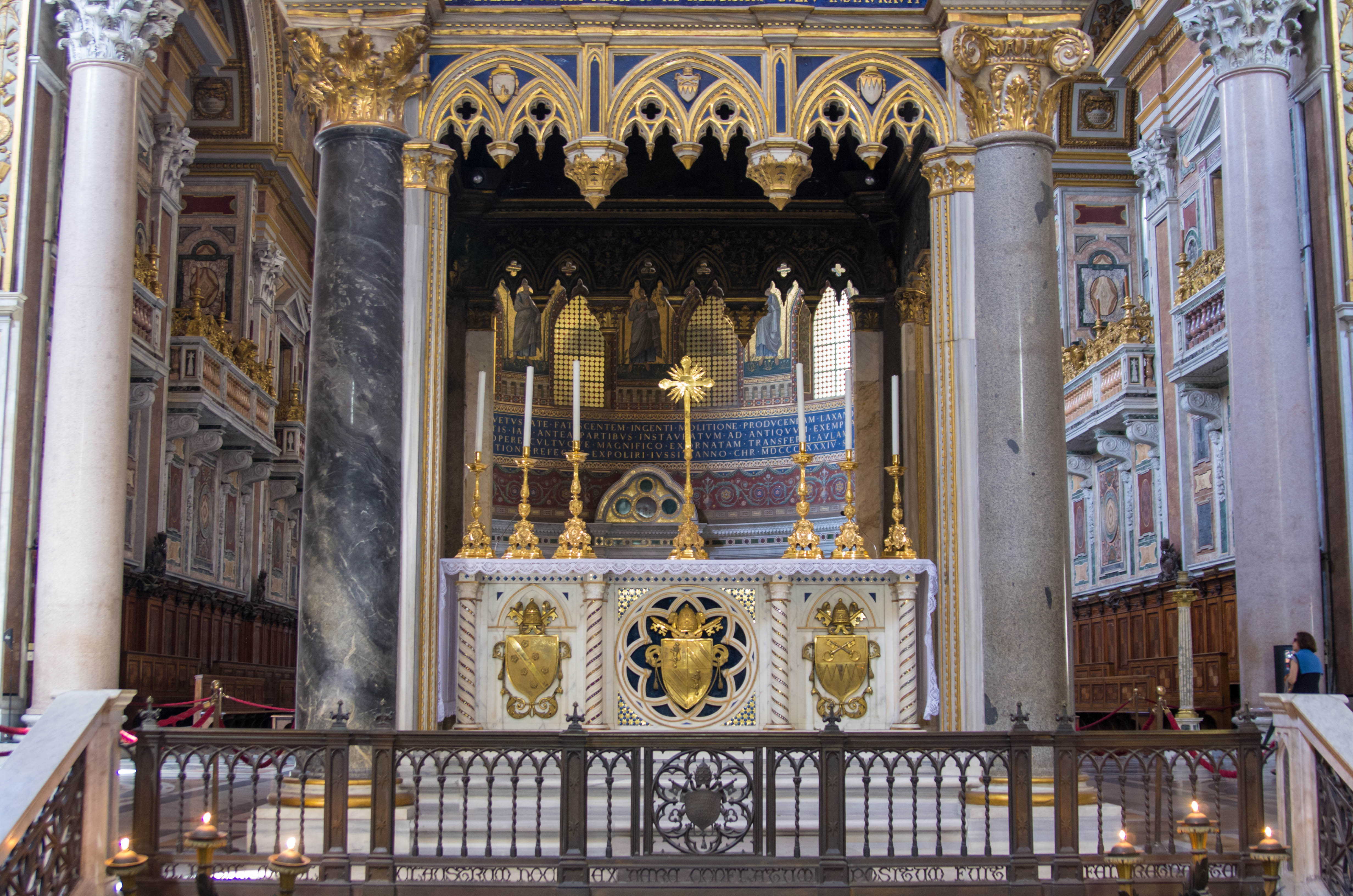
Ołtarz eucharystyczny rzymskiej bazyliki św. Jana na Lateranie, tu najprawdopodobniej w IV w. po raz pierwszy posłużono się pisemną wersją Kanonu rzymskiego

### Powstanie i ustalenie wersji pisanej
Modlitwy eucharystyczne zaczęto spisywać ok. połowy IV wieku. Była to obrona przed pojawiającymi się w tym czasie błędami i herezjami, szczególnie arianizmem. Stając się dziełem pisanym, „literaturą”, modlitwy krystalizowały się w formie prozy rytmicznej. Kanon rzymski otrzymał swą postać pisemną najprawdopodobniej właśnie w tym okresie. Około dwustu lat później, papież Grzegorz Wielki (540-604 r.) przypuszczał, że został ułożony przez „pewnego uczonego” i wniósł ostatnie poprawki. Jego biograf, Jan Diakon, tak o tym opowiadał: „Zebrał Sakramentarz gelazjański w jedną księgę, pomijając wiele, niewiele zmieniając, dodając coś, aby wyeksponować Ewangelie” (Vita S. Greg., II, 17). Papież przeniósł też Ojcze nasz z końca Eucharystii, umieszczając je przed Komunią. Wyjaśniał to w liście do Jana z Syrakuz:

Odmawiamy Modlitwę Pańską zaraz po modlitwie /eucharystycznej/ (max post precem)... Wydaje mi się bardzo niestosowne, że powinniśmy wypowiadać modlitwę, którą ułożył uczony nad darami ofiarnymi, a nie powinniśmy odmawiać modlitwy przekazanej przez naszego Odkupiciela nad Jego ciałem i krwią. (Patrologia Latina 77, 956)

Grzegorzowi Wielkiemu przypisuje się również dodanie w Hanc igitur słów: „prowadź dni nasze w Twoim pokoju – diesque nostros in tua pace disponas” (polska wersja Mszału rzymskiego: „Napełnij nasze życie swoim pokojem”).

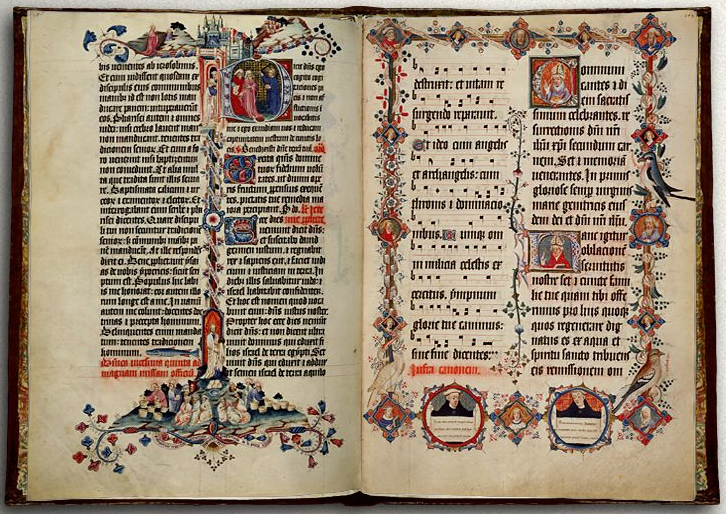
XV w. angielski mszał z opactwa Sherborne w hrabstwie Dorset. Po prawej stronie tekst Kanonu rzymskiego z wariantem modlitwy wspomnienia Maryi Dziewicy i świętych (Communicantes), przeznaczonym na Wielkanoc. Podobnie następujący po nim wariant Hanc igitur, odmawiany od Wigilii Paschalnej do 2 Niedzieli Wielkanocnej: Składamy ją Tobie przede wszystkim za tych, których odrodziłeś z wody i Ducha Świętego... W zbiorach londyńskiej British Library (manuskrypt 74236)

### W średniowieczu
W późniejszym okresie szczególnie w VII / VIII w., w życiu Kościoła łacińskiego zaczął się proces stopniowego oddzielania życia sakramentalnego zarówno od przepowiadania słowa Bożego, jak i od naturalnego dla sakramentów środowiska liturgicznego. Dokonało się to wraz z przyjęciem chrześcijaństwa przez ludy barbarzyńskie. Język eucharystii, którym była łacina nie był już rozumiany przez nowych wiernych, podczas gdy biblijne czytania pozostały w tym języku.
W konsekwencji także sposób celebrowania Kanonu doznał istotnych zmian. Świadectwo tego można odnaleźć w zdaniu, którym uzupełniono modlitwę zaczynającą się od słów „Memento – Pamiętaj, Boże”: „za nich składamy Tobie”. Jako dodatek do „oni ją składają” pojawiło się w sakramentarzach dopiero w IX wieku. Jest to świadectwo zmiany rozumienia obecności świeckich w czasie celebracji. Wcześniej „wszyscy tu zgromadzeni” (łac. omnes circumstantes) wspólnie ofiarowali Eucharystię, „ofiarę uwielbienia” – z przewodniczącym. Od IX w., pod wpływem rozpowszechniania się indywidualnego sprawowania liturgii w klasztorach przez prezbiterów będących mnichami, oraz szkolnej, scholastycznej teologii sakramentów zaczęto rozumieć, że kapłan sam ofiaruje ją za zamawiających Mszę, „składających ofiarę”. Przy tym, wierni ci byli bądź nieobecni, bądź jedynie mogli obserwować celebransa, odmawiającego Kanon.
Na przełomie X i XI wieku Kanon zaczął być w całości wypowiadany przez kapłana szeptem – tak, że nie był słyszany przez wiernych. Ponieważ odmawiał go po łacinie, obecni zazwyczaj i tak nie zrozumieliby wypowiadanych słów. W tym czasie wierni stali. Była to podstawowa postawa modlitwy w czasie celebrowania kanonu. Pierwsze znane świadectwa postawy klęczącej pochodzą dopiero z 1201 r. Wiadomo też, że w 1219 r. papież Honoriusz IV polecił przy słowach przeistoczenia wykonanie głębokiego skłonu. Kanonicy katedry w Chartres zaczęli klękać dopiero w XVIII w.

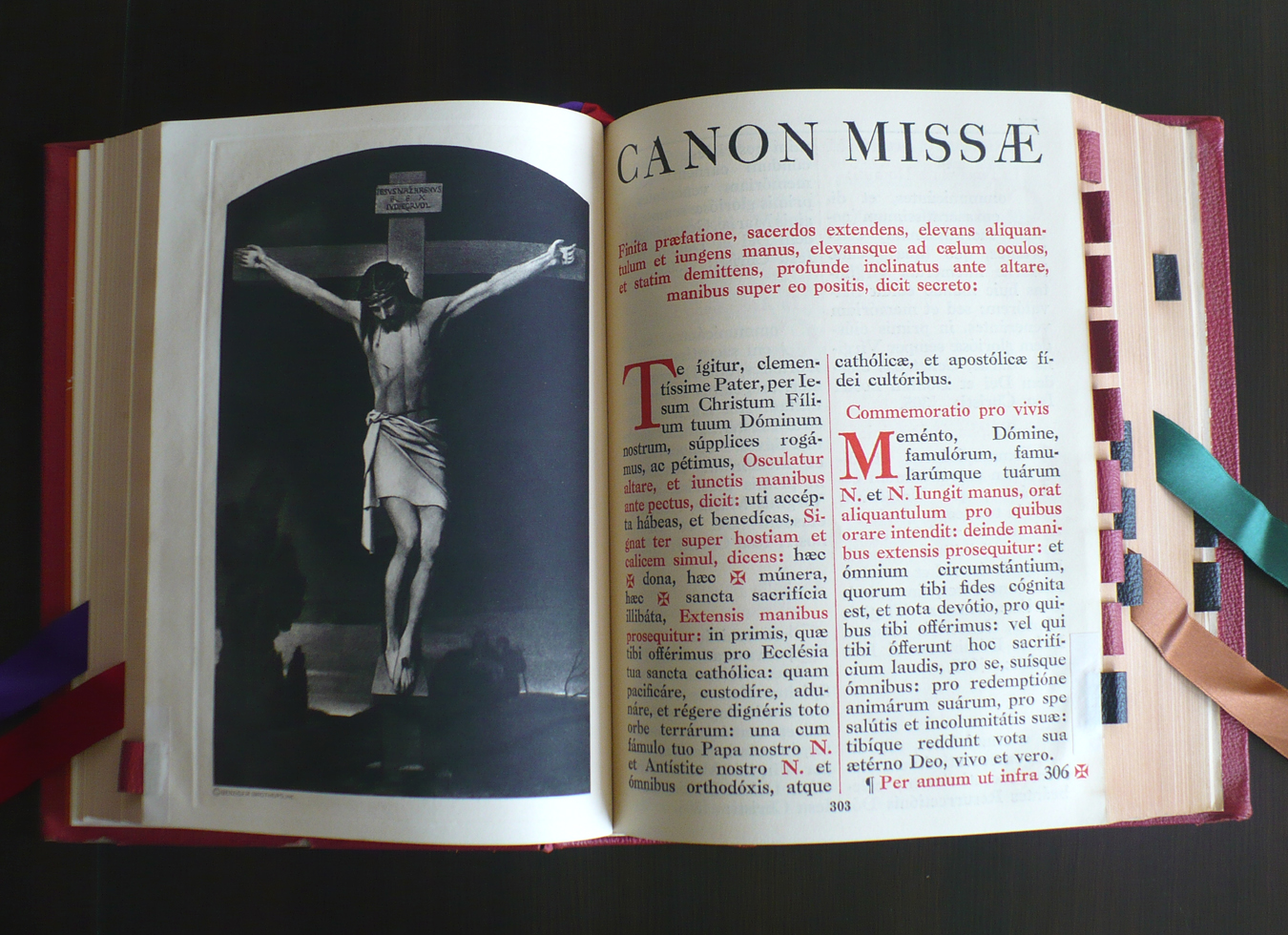
Początek Kanonu rzymskiego w Missale Romanum z 1962 r., zaczynający się od słów „Te igitur” („Ciebie, przeto”), wprowadzających modlitwę przedstawienia ofiary. W tłumaczeniu polskim z 1986 r. zmieniono szyk słów tak, że modlitwa zaczyna się od słów „Ojcze nieskończenie dobry”, zacierając w pewien sposób stylistyczne nawiązanie do poprzedzającej ją prefacji

### Obrona i odnowienie sprawowania Kanonu przez Sobór trydencki
XVI wiek był świadkiem zanegowania przez środowiska protestanckie wartości katolickiej celebracji Eucharystii. Sprawowanie sakramentów w późnym średniowieczu jawiło się oczom reformatorów jako rodzaj czynności magicznych mniej lub bardziej lukratywnych dla duchowieństwa. Marcin Luter w swojej książce O niewoli babilońskiej Kościoła postrzegał mszę katolicką jako rodzaj monstrualnej machiny wprawionej w ruch dla nieświadomych ludzi przez chciwych księży. Przyczyniły się do tego nadużycia związane z ofiarowaniem mszy świętych w określonym celu oraz wiele praktyk i idei ewidentnie zabobonnych. Także brak wiedzy lub zrozumienia znaczenia obrzędów i towarzyszących im modlitw liturgicznych przez kapłanów i wiernych. Przyjmowanie Komunii przez świeckich stało się tak rzadkie, że wydawało się wyjątkowym wydarzeniem. Reformatorzy, powołując się na augustyńską koncepcję sakramentu jako „widzialnego słowa”, rozumiejąc słowo bardzo intelektualnie, wewnętrznie – odrzucili Kanon rzymski jako wyraz zewnętrznego rytualizmu.
Sobór trydencki (1545–1563 r.), zgromadzenie biskupów katolickich, które było próbą wyprowadzenia Kościoła katolickiego z tego bardzo poważnego kryzysu, zajęło się także odnową sprawowania Mszy św., a więc i samym Kanonem. Papież Pius V ogłaszając trydencki Mszał Rzymski (Quo primum 1570 r.), stwierdził, że jest on spełnieniem życzenia Soboru, by sposób sprawowania Eucharystii odnowiono „stosownie do pierwotnej tradycji Ojców Kościoła”. Sobór chciał zmienić zwyczaj rzadkiego przyjmowania Komunii przez wiernych. Polecono, by „podczas każdej Mszy św. obecni wierni komunikowali nie tylko duchowym uczuciem, lecz także sakramentalnym przyjęciem Eucharystii” (por. OWMR 6 i 14). Sobór potwierdził także znaczenie i świętość samego kanonu rzymskiego. Podczas 22. sesji nazwano go „wolnym od wszelkiego błędu”, stwierdzając, że „złożyły się na niego same słowa Zbawiciela, tradycje apostołów, oraz pobożne ustanowienia także świętych papieży”.

### Kanon rzymski po reformie liturgicznej soboru watykańskiego II
Pierwszy cel, jaki postawiła sobie reforma liturgiczna soboru watykańskiego II – zwołanego 400 lat po soborze w Trydencie – była odnowa celebracji eucharystycznej. Odnowie tej patronował św. Józef, którego imię w 1962 r. papież Jan XXIII dodał do Kanonu, powierzając dzieło Soboru jego opiece. Pod wpływem ruchu liturgicznego uświadomiono sobie potrzebę tego, by teksty i obrzędy karmiły wiarę świeckich obecnych w czasie liturgii, zachęcając ich do pełnego, aktywnego uczestnictwa (łac. actuosa participatio). Według Konstytucji o liturgii Sacrosanctum Concilium (SC) 33, wierni powinni rozumieć teksty i obrzędy mszy świętej. Uwagi te miały za cel przede wszystkim zmienić zastaną sytuację, w której Kanon był celebrowany szeptem – tak, że nie był słyszany przez wiernych. Konstytucja o liturgii skorygowała także drugą cechę sprawowania Kanonu wprowadzoną w wiekach średnich – wyrażoną w dodatku z IX w. do Memento: „za nich składamy tę ofiarę” – którą było samodzielne sprawowanie przez kapłana i sprowadzenie roli świeckich do biernej obserwacji:

Kościół zatem bardzo się troszczy o to, aby chrześcijanie w tym misterium wiary nie uczestniczyli jak obcy lub milczący widzowie, lecz aby przez obrzędy i modlitwy misterium to dobrze rozumieli, w świętej czynności brali udział świadomie, pobożnie i czynnie, byli kształtowani przez słowo Boże, posilali się przy stole Ciała Pańskiego i składali Bogu dziękczynienie; aby ofiarując niepokalaną Hostię nie tylko przez ręce kapłana, lecz także razem z nim, uczyli się ofiarowywać samych siebie i za pośrednictwem Chrystusa z każdym dniem doskonalili się w zjednoczeniu z Bogiem i wzajemnie ze sobą, aby ostatecznie Bóg był wszystkim we wszystkich. (SC 48)

O współcelebrowaniu Kanonu przez świeckich mówiła też Konstytucja dogmatyczna o Kościele Lumen gentium. Odwołując się do wcześniejszego nauczania papieży wyjaśniała, że świeccy „na mocy swego królewskiego kapłaństwa współdziałają w ofiarowaniu Eucharystii” (LG 10). Współofiarowanie ukazuje sam Kanon w anamnezie („Unde et memores – Boże Ojcze”), gdzie przewodniczący wymienia dwa podmioty ofiarowania, mianowicie sługi ołtarza oraz lud Boży: „Boże Ojcze, my, Twoi słudzy, oraz lud Twój święty, wspominając... składamy... ofiarę czystą (łac. hostiam puram)”.
Jak zauważył Cipriano Vagaggini, jeden z teologów uczestniczących aktywnie we wprowadzaniu posoborowej reformy liturgicznej, naturalną konsekwencją tych wskazówek było najpierw to, iż zmienił się język Kanonu. Wprowadzono także lekkie korekty w jego tekst. Dodano dziewięć nowych modlitw eucharystycznych. Było oczywiste, że kanon rzymski z jego skomplikowaną strukturą nie spełniał postulatu prostoty i zrozumiałości, tak zalecanej przez Sobór ze względów duszpasterskich. Dojrzewała świadomość potrzeby uzupełnienia rytu rzymskiego o nowe modlitwy eucharystyczne. Według Cipriano Vagagginiego skarbiec modlitw Kościoła dostarczał wiele przykładów do zaczerpnięcia:

Dziś nic nie może być prostsze niż porównanie Kanonu rzymskiego np. z kanonem Hipolita – kanonem, który jest obecnie najstarszą formą anafory, która dotarła do nas z pierwotnego Kościoła. Możemy również porównać go z anaforą aleksandryjską, przypisywaną świętemu Bazylemu, która uważana jest za najstarszą ze wszystkich znanych anafor – a przynajmniej najczystszy przykład tak zwanej tradycji antiocheńskiej. W porównaniu z klarownością, prostotą i lapidarną strukturą tych przykładów, rzymski kanon, trzeba przyznać, pozostawia wiele do życzenia. Z drugiej strony jest całkowicie jasne, że żadna inna tradycja anafory nie może się równać z rzymską, zwłaszcza starożytną, pod względem bogactwa, różnorodności i wyjątkowej jakości jego prefacji.

## Struktura kanonu
Struktura kanonu rzymskiego może być przedstawiona jak niżej. Dla ukazania pokrewieństwa z liturgią kościoła w Aleksandrii z prawej strony ukazano strukturę rytu aleksandryjskeigo z wieloma analogicznymi elementami. Niektóre w innej kolejności, np. Sanctus w rycie rzymskim występuje na początku, zaraz po rozpoczynającym dziękczynieniu-prefacji. W nawiasach podano pierwsze słowa rozpoczynające daną modlitwę po łacinie i po polsku.
| Kanon rzymski | Ryt aleksandryjski |
| 1) Dziękczynienie-prefacja Składa się na nie – pierwotny dialog zaczynający się od: Kapłan: Pan z wami Wierni: I z duchem twoim Kapłan: W górę serca Wierni: Wznosimy je do pana Kapłan: Dzięki składajmy panu Bogu naszemu Wierni: Godne to i sprawiedliwe Kapłan: zaprawdę godne to i sprawiedliwe słuszne i zbawienne.... – Dziękczynienie, które dotyczy przede wszystkim odkupienia, ale także stworzenia. Jest to element zmienny i prowadzi do Sanctus. | 1) Początkowe dziękczynienie.                                                                                                 |
| 2) Pierwsza modlitwa o ofierze (pre-epikleza). Mówi o darach ofiarnych świętych i bez skazy – haec dona, haec munera, haec sancta sacrificia illibata (Te igitur – Ojcze nieskończenie dobry). | 2) Pierwsza modlitwa wspominająca o ofierze (pre-epikleza).                                                                   |
| 3) Pierwsza seria wezwań wstawienniczych oraz wspomnienie świętych a) wstawiennictwo za żywych, składają się na nie dwie modlitwy: – za Kościół, biskupa Rzymu i za biskupa miejsca (jeśli Eucharystia jest sprawowana w innej diecezji) oraz za wszystkich pasterzy prawowiernych (In primis – Składamy je Tobie przede wszystkim) – za konkretnych wiernych z wymienieniem imion oraz za wszystkich obecnych (Memento – Pamiętaj, Boże) b) wspomnienie świętych, kolejno, Bogurodzicy i Józefa, Apostołów – patronów Rzymu Piotra i Pawła, Andrzeja, pozostałych Dwunastu – oraz męczenników i wszystkich świętych (Communicantes – Zjednoczeni). | 3) Liczne modlitwy wstawiennicze i kommemoracje zakończone modlitwą, aby ofiara była przyjemna Bogu.                          |
| | 4) Powrót do dziękczynienia prowadzący do Sanctus.                                                                            |
| 4) Prośba o przyjęcie ofiary, oraz formalna inwokacja, aby elementy eucharystyczne zostały konsekrowane. Są to dwie różne, ale połączone ze sobą formuły: (Hanc igitur – Boże, przyjmij łaskawie tę Ofiarę oraz Quam oblationem – Prosimy Cię, Boże) | 5) Nowa prośba o przyjęcie ofiary z formalną inwokacją, aby elementy zostały konsekrowane.                                    |
| 5) Opis ustanowienia Eucharystii (Qui pridie – On to w dzień przed męką). | 6) Opis ustanowienia Eucharystii                                                                                              |
| 6) Anamneza, czyli wspomnienie chwalebnej męki, powstania z piekieł (łac. ab inferis resurrectio) i wniebowstąpienia Chrystusa, które jest jednocześnie ofiarowaniem (Unde et memores – Boże Ojcze). | 7) Anamneza. |
| 7) Ostatnia inwokacja, czyli druga Epikleza. Są to dwie połączone ze sobą modlitwy: – aby składana ofiara została przyjęta, ze wspomnieniem ofiar Abla i Abrahama (Supra quae – Racz wejrzeć na nie) – i aby za pośrednictwem Anioła ofiara ta teraz sprowadziła na nas łaskę (Suplices te rogamus). | 8) Ostatnia inwokacja o przyjęcie składanej ofiary, a szczególnie, o to, by za pośrednictwem Anioła sprowadziła na nas łaskę. |
| 8) Ponowna modlitwa wstawiennicza – za zmarłych (Memento etiam – Pamiętaj, Boże, /także/). – za żywych jako grzeszników, połączona z kolejnym wspomnieniem świętych (Nobis quoque – Również nam). | |
| 9) Końcowa doksologia. | 9) Końcowa doksologia. |

## Wyjaśnienie struktury kanonu
Kanon rzymski, podobnie jak pierwsze modlitwy chrześcijańskie, od strony formy ma postać bardzo semicką. Jest ułożony z szeregu krótkich modlitw. W Biblii czy w dawnej liturgii synagogalnej nie znajdujemy długich modlitw. Długie formuły modlitewne, w których myśl rozwija się według zasad logiki znajdą się w późniejszej greckojęzycznej liturgii zachodnio-syryjskiej, są to np. liturgia z VIII rozdziału Konstytucji apostolskich oraz jerozolimska liturgia św. Jakuba. Wymagają one złożonej składni i wiązania poszczególnych członów zdania za pomocą bogactwa słów łączących. Język hebrajski nie daje takiej możliwości, gdyż zna tylko kilka przyimków, dwa lub trzy spójniki. Nie występują w nim w ogóle zaimki względne, np. „który”, „jak”, „jaki” itp. Większość długich psalmów – jak wykazała skandynawska szkoła biblijna – to nie jedna modlitwa, lecz zapis kolejnych modlitw w liturgii, odpowiadających następującym po sobie fazom ofiary, procesji lub innego rodzaju rozbudowanego nabożeństwa. Stąd występujące w psalmach pozorne niekonsekwencje, nagłe przejścia od jednego tematu do drugiego. Struktura Kanonu, jako zbioru krótkich modlitw, świadczy o jego starożytności i pokrewieństwie z modlitwami Pierwszego Przymierza. Taki typ liturgii, zachowany jeszcze tylko w rycie aleksandryjskim, według Louisa Bouyera ukształtował się od czasu, gdy do celebracji eucharystycznych używających schrystianizowanych modlitw żydowskich uczt paschalnych dołączono nabożeństwo czytań i modlitw inspirowanych liturgią synagogalną. Był on powszechny w Kościele do czasu pojawienia się w IV wieku w Syrii zachodniej liturgii eucharystycznej o cechach greckich, będącej pod wpływem kościoła w Antiochii.
Wiele poszczególnych modlitw Kanonu daje możliwość odpowiedzi przez wiernych „Amen”. Jest to, według Louisa Bouyera, kolejna oznaka starodawności tekstu. W pierwszych stuleciach wierni mogli wypowiadać swoje „Amen”, gdyż miejsce celebracji, Domus ecclesiae, nie było zbyt duże – mogli więc słyszeć Kanon. I był w zrozumiałym dla nich języku. Podobną możliwość daje starodawna Anafora Addaja i Mariego. Od późnego średniowiecza, gdy Kanon zaczął być wypowiadany po cichu, stało się to niemożliwe. W pewnym okresie przyjął się dość szczególny zwyczaj, jak na liturgię, że celebrans odpowiadał sam sobie.
W powstałym w formie pisanej tekście Kanonu istnieją nieliczne zmienne fragmenty modlitw. Inaczej niż w liturgiach gallikańskich i hiszpańskich (mozarabskich), gdzie zmienność dotyczy całości. W liturgii rzymskiej zmienna jest prefacja i częściowo Communicantes oraz do pewnego stopnia Hanc igitur. Jest to świadectwo dawnej improwizacji w ramach ustalonego schematu. Była praktykowana w okresie, gdy kanon istniał jedynie jako przekaz, tradycja ustna. Gregory Dix wysuwał tezę, że części zmienne pojawiły się dopiero później, po pisemnym ustaleniu treści kanonu – aby odpowiedzieć na potrzeby roku liturgicznego . Jednak, jak zwrócił uwagę Louis Bouyer, nie ma żadnych świadectw na istnienie pośredniego etapu rozwoju kanonu – bez żadnych wariantów zmiennych. Dawne sakramentarze rzymskie zawierają znacznie więcej elementów zamiennych, niż wynikałoby to z potrzeb roku liturgicznego. Niektóre modlitwy swą treścią są bardzo luźno związane z danym wspomnieniem i wydają się być dopasowaną do niego starszą modlitwą. Np. modlitwy przeznaczone na okres wielkanocny, mogły być stosowane zamiennie w każdej celebracji niedzielnej. Świadczy to o pewnej otwartości na improwizacje w okresie, gdy kanon funkcjonował jako schemat-przewodnik dla celebransa.

### Dziękczynienie
Dziękczynienie, zwane prefacją, choć jest tekstem zmiennym jest integralną częścią Kanonu. Z biegiem czasu nazwa prefacja sprawiła, że zaczęto je rozumieć jako zwykły wstęp. Stało się to najprawdopodobniej wtedy, gdy Kanon dotarł do regionów gallikańskich. Od początku jednak, co potwierdza porównanie z rytem aleksandryjskim, prefacja jest pierwszą, integralną częścią Kanonu.
Dialog na początku prefacji zapraszający do dziękczynienia rozpoczynającego Kanon rzymski jest jedną z najstarszych formuł liturgicznych, zachowaną jeszcze tylko w liturgii eucharystii egipskiej. Pochodzi z liturgii żydowskiej. Trzeci wers „dzięki składajmy” ma swe korzenie w wezwaniu do dziękczynienia /(gr.) eucharistía/, które w trakcie żydowskiego sederu paschalnego przewodniczący kieruje do obecnych, zachęcając ich do włączenia się duchowo w uroczyste błogosławieństwo zwane birkat ha-mazon. Jest ono wygłaszane przy trzecim kielichu. W Kanonie cały dialog brzmi następująco:
Pan z wami.

–I z duchem twoim.

W górę serca.

– Wznosimy je do Pana.

Dzięki składajmy Panu Bogu naszemu.

– Zaprawdę godne to i sprawiedliwe.

### Grupa modlitw przed słowami ustanowienia
Wszystkie modlitwy między Sanctus a słowami ustanowienia (Qui pridie – On to w dzień przed męką) tworzą jedną całość. Jest ona analogiczna do modlitwy Tefilla w synagodze, stanowiąc jej chrześcijańskie wypełnienie.

#### Te igitur – Ojcze nieskończenie dobry
Modlitwa „Te igitur – Ojcze nieskończenie dobry” jest pre-epiklezą. Można ją streścić następująco: wzywa się, podobnie jak w modlitwie żydowskiej, Ojca „nieskończenie dobrego” (łac. clementissime Pater) po to, by przyjął przez Mesjasza – który już został dany i którego Imię jako Pana jest proklamowane: Jezus Chrystus – obecne na ołtarzu chleb i wino jako „święte dary ofiarne bez skazy” (łac. haec sancta sacrificia illibata, NB. w przekładzie polskim, upraszczając, opuszczono słowo „bez skazy”). Kult „czysty i bez skazy”, na każdym miejscu ofiarowany w błogosławieństwach (hebr. berachot) był troską już wiernych Żydów. Prorok Malachiasz około połowy V wieku przed Chrystusem zapowiadał go następująco:

Albowiem od wschodu słońca aż do jego zachodu wielkie będzie imię moje między narodami, a na każdym miejscu dar kadzielny będzie składany imieniu memu i ofiara czysta. Albowiem wielkie będzie imię moje między narodami – mówi Pan Zastępów. (Ml 1,11)

Kanon eucharystyczny przejął ten kult Pierwszego Przymierza doprowadzając go do doskonałości. Chleb i wino mogą być ofiarą jedynie w odniesieniu do całej celebracji eucharystycznej i jej owoców. Owoce te są wymienione w kolejnych modlitwach.

#### Pierwsze modlitwy wstawiennicze i wspomnienie świętych
Następują modlitwy wstawiennicze za zwierzchników Kościoła oraz za lud Boży, ujmowany zarówno jako całość, jak i jako poszczególne członki z ich indywidualnymi potrzebami. Są to modlitwy „In primis – Składamy je Tobie przede wszystkim” oraz „Memento – Pamiętaj, Boże”. Po wstawiennictwach następuje wspomnienie świętych: „Communicantes – Zjednoczeni”.

##### In primis – Składamy je Tobie przede wszystkim
Pierwsza modlitwa wstawiennicza, zaczynająca się od słów „In primis – Składamy je Tobie przede wszystkim” ukazuje spodziewane owoce ofiary eucharystycznej „czystej i bez skazy”. Są nimi pokój, opieka Boża, ostateczna jedność całego Kościoła katolickiego na całej ziemi. Jest to chrześcijańska wersja analogicznych modlitw za Izraela w Tefilla. W pierwszym okresie, do wstawiennictwa za papieża i prawowiernych zwierzchników Kościoła dołączano także imię cesarza lub króla.

##### Memento – Pamiętaj, Boże
Druga modlitwa wstawiennicza zwraca się ku ludowi Bożemu, ujmowanemu zarówno jako całość, jak i jako poszczególne członki z ich indywidualnymi potrzebami. W IX wieku pojawił się dodatek „za nich składamy Tobie tę ofiarę” przed słowami „oni ją składają za siebie”. Jest to świadectwo, typowego dla liturgii średniowiecznej, zmiany rozumienia podmiotu składającego ofiarę eucharystyczną i samej obecności świeckich w czasie celebracji. Dodatek zachował się na stałe w Kanonie, choć po Soborze przywrócono właściwą rolę świeckich, którzy ofiarują „niepokalaną Hostię nie tylko przez ręce kapłana, lecz także razem z nim” (Sacrosanctum concilium 48). Modlitwa wypowiadana przez przewodniczącego prezbitera prosi dla członków ludu Bożego o to, by mogli „dostąpić odkupienia dusz swoich i osiągnąć zbawienie” (łac. pro redemptione animarum suarum, pro spe salutis et incolumitatis suae – NB. ostatnie określenie incolumitas, bezpieczeństwo, w polskim przekładzie zostało opuszczone). Prośba o odkupienie dusz, w którym zawiera się obok samego odkupienia, także pokuta i przebaczenie przywołuje intencje piątego, szóstego i siódmego błogosławieństwa synagogalnego Tefilla. Podobnie, wymieniane dalej „zbawienie” odpowiada uzdrowieniu będącemu przedmiotem ósmego błogosławieństwa. Zaś bezpieczeństwo – incolumitas, przeżywane w pokoju i pomyślności, to przedmiot błogosławieństwa dziewiątego.

##### Communicantes – Zjednoczeni
Po modlitwie wstawienniczej, podobnie jak w rycie aleksandryjskim, następuje modlitwa z kommemoracją świętych. Zaczyna się od słów „Communicates – Zjednoczeni z całym Kościołem”. Przed wymienieniem świętych, daje możliwość wspomnienia tajemnicy dnia. Połączenie w jednej modlitwie wspomnienia tajemnic zbawienia ze wspomnieniem świętych wyraża zjednoczenie wszystkich w eucharystycznej „pamiątce” zbawczego misterium. W sposób szczególny jest w nią wszczepiona „pamięć” o apostołach i męczennikach. W ten sposób cały lud Boży odnajduje się w jednej wspólnocie – żywi i ci, co ich poprzedzili w wierze. Tu znów można dostrzec jak bardzo eucharystia chrześcijańska jest wypełnieniem ducha liturgii Pierwszego Przymierza. Wspomnienie świętych ma swą analogię w Tefilla – gdzie wymienieni są święci ojcowie Izraela, Abraham, Izaak, Jakub – i z wczesną modlitwą eucharystyczną z VII rozdziału Konstytucji apostolskich. Jak zauważył Louis Bouyer, „dla Żydów pamiątka wielkich dzieł Bożych dokonanych w przeszłości, pamiątka ojców, którzy byli ich świadkami i antycypowana pamiątka oczekiwanego Mesjasza stanowiły jedną pamiątkę przedstawianą Bogu w berachot”.
Podobieństwo ideowe ma konkretne odbicie w żydowskich tekstach liturgicznych. Hellenistyczne wersje wprowadziły do Tefilla drugą listę świętych osób po modlitwie wstawienniczej i w powiązaniu z modlitwą o przyjęcie ofiary – a więc w podobnym miejscu co wspomnienie świętych w Kanonie i w liturgii egipskiej. Według ojca Bouyera pierwotnie w Communicantes wymieniani byli jedynie Apostołowie. Dopiero później – choć też bardzo wcześnie – dołączono wspomnienie Maryi Dziewicy. Wspomnienie św.Józefa zostało dodane w XX wieku z woli św. Jana XXIII. Wszyscy wspominani męczennicy są związani z Rzymem.
Wspomnienie tajemnicy dnia Communicantes jest jednym z nielicznych miejsc zmiennych w Kanonie. Zmienność ta może sugerować ogólną cechę Kanonu jako modlitwy eucharystycznej w czasach kiedy istniał jedynie jako schemat będący po prostu przewodnikiem dla biskupa czy prezbitera. W ramach nadanych przez ów schemat przewodniczący mógł wprowadzić do modlitwy treści dyktowane przez okoliczności danej celebracji. W Nowym Mszale zmiennych wspomnień jest trzynaście. Wspomnienie na Wielkanoc brzmi następująco: „Zjednoczeni z całym Kościołem, uroczyście obchodzimy świętą noc Zmartwychwstania naszego Pana Jezusa Chrystusa ...i ze czcią wspominamy najpierw pełną chwały Maryję...”. Oprócz wspomnienia wielkanocnego i uroczystości tego okresu oraz niedzieli, dostępne są wspomnienia Bożego Narodzenia i tajemnic z nim związanych, Przemienienia Pańskiego, konsekracji kościoła, Jana Chrzciciela oraz świąt Maryjnych: Wniebowzięcia i Niepokalanego Poczęcia. W dawnych sakramentarzach były one jeszcze liczniejsze.

#### Epikleza: prośby o przyjęcie ofiary i konsekrację chleba i wina
Na końcu tej części Kanonu, która wydaje się być Tefilla przepracowaną na użytek modlitwy eucharystycznej Nowego Przymierza, znajdują się dwie modlitwy: „Hanc igitur – Boże, przyjmij łaskawie tę Ofiarę” oraz „Quam oblationem – Prosimy Cię, Boże”. Razem, podobnie jak w rycie Aleksandryjskim – choć tam są przedzielone Sanctus – tworzą pierwszą epiklezę liturgii rzymskiej. Są odrębne, jednak w bezpośredniej łączności. Analogicznie jak szesnaste błogosławieństwo Tefilla – które zbierało wszystkie prośby Izraela, by przedstawić je Bogu – i błogosławieństwo Awoda, które poleca Mu same ofiary.

##### Hanc igitur – Boże, przyjmij łaskawie tę Ofiarę
Pierwsza modlitwa, zaczynająca się od słów „Hanc igitur – Boże, przyjmij łaskawie tę Ofiarę”, obok prośby o przyjęcie ofiary, podaje specjalne intencje, w jakich się tę ofiarę składa. W dzisiejszym Nowym Mszale dostępne są cztery intencje, które można dodać zamiennie: wielkanocna; z okazji chrztu; bierzmowania oraz przy zawieraniu małżeństwa. W starożytności tych specjalnych intencji było znacznie więcej. Wydaje się, że prośba, którą na stałe dodał do Hanc igitur papież Grzegorz Wielki była wcześniej jedną z nich. Brzmi ona: „prowadź dni nasze w Twoim pokoju – diesque nostros in tua pace disponas” (polska wersja Mszału rzymskiego: „Napełnij nasze życie swoim pokojem”).

##### Quam oblationem – Prosimy Cię, Boże
Druga modlitwa jest przedstawieniem Bogu ofiary eucharystycznej. Poniżej jej tekst w wersji oryginalnej (łacińskiej) i w przekładzie polskim:
| Quam oblationem tu, Deus, in omnibus, quaesumus, benedictam, adscriptam, ratam, rationabilem, acceptabilemque facere digneris ut nobis Corpus et Sanguis fiat dilectissimi Filii tui, Domini nostri Iesu Christi. | Prosimy Cię, Boże uświęć tę Ofiarę pełnią swojego błogosławieństwa (mocą Twojego Ducha) uczyń ją doskonałą i miłą sobie aby się stała dla nas Ciałem i Krwią Twojego umiłowanego Syna, naszego Pana Jezusa Chrystusa |

Wersja polska w wolnym tłumaczeniu mówi „uświęć tę ofiarę pełnią swego błogosławieństwa” – tam, gdzie w tekście łacińskim jest prośba, by Bóg uczynił ofiarę „pod każdym względem... błogosławioną” („in omnibus... benedictam”). W przekładzie zdecydowano się również dodać zwrot „mocą Twojego Ducha”, mimo iż cechą charakterystyczną tradycji rzymskiej jest brak wymienienia Ducha Świętego w epiklezie. Motywem było prawdopodobnie pragnienie podkreślenia bardziej roli Trzeciej Osoby Trójcy Świętej w dziele uświęcenia darów ofiarnych.
Jednym z określeń ofiary, użytym w Quam oblationem jest przymiotnik rationabile będący tłumaczeniem zwrotu greckiego „logike latreia” – „kult rozumny, logiczny” z Listu do Rzymian 12,1. Jest to odniesienie do słowa – logosu. Słowem, które stało się ciałem jest Chrystus. Ale przymiotnik ten ukazuje także to, iż sprawowana Eucharystia jest „słowem” przez które człowiek w Chrystusie daje swoją odpowiedź Bogu. Określenie „kult rozumny” występował w epiklezie także w rycie aleksandryjskim. W wersji Kanonu opublikowanej w polskim Mszale jednym określeniem ofiary jako doskonałej oddano zarówno przymiotnik „rozumna” (rationabile), jak i dwa inne określenia: adscripta („poprawna”), rata („przyjęta”). Pierwsze dwa określenia znał też Biskup Mediolanu Ambroży (339-397 r.). Występują w wersji Quam oblationem, którą wyjaśniał nowo ochrzczonym w katechezie mistagogicznej:
„Uczyń dla nas tę ofiarę poprawną (scriptam), duchową (rationabilem)

i godną podobania się Tobie;

jest ona (lub: ponieważ jest ona)

figurą Ciała i Krwi naszego Pana Jezusa Chrystusa...”. (O sakrmentach IV,5n) .
Jak zauważył Louis Bouyer, użyte przez Ambrożego określenie „figura Ciała i Krwi” było zrozumiałe w sposób jednoznaczny dla starożytnych. Figura, inaczej typ, oznaczało, że postacie chleba i wina, podpadające pod zmysły były skutecznym znakiem rzeczywistej obecności ciała i krwi Chrystusa.

### Środkowa grupa modlitw: słowa ustanowienia, anamneza, epikleza
Następują teraz trzy odrębne fragmenty, tworzące jednak ściśle powiązaną całość. Opis ustanowienia Eucharystii w czasie Ostatniej Wieczerzy zaczynający się od słów „Qui, pridie – On to w dzień przed męką” przechodzi w anamnezę, „Unde et memores – Boże Ojcze”. Zaraz po niej celebrans wypowiada drugą epiklezę Kanonu, która składa się z dwóch połączonych ze sobą modlitw: „Supra quae – Racz wejrzeć na nie” oraz „Supplices te rogamus – Pokornie Cię błagamy”.

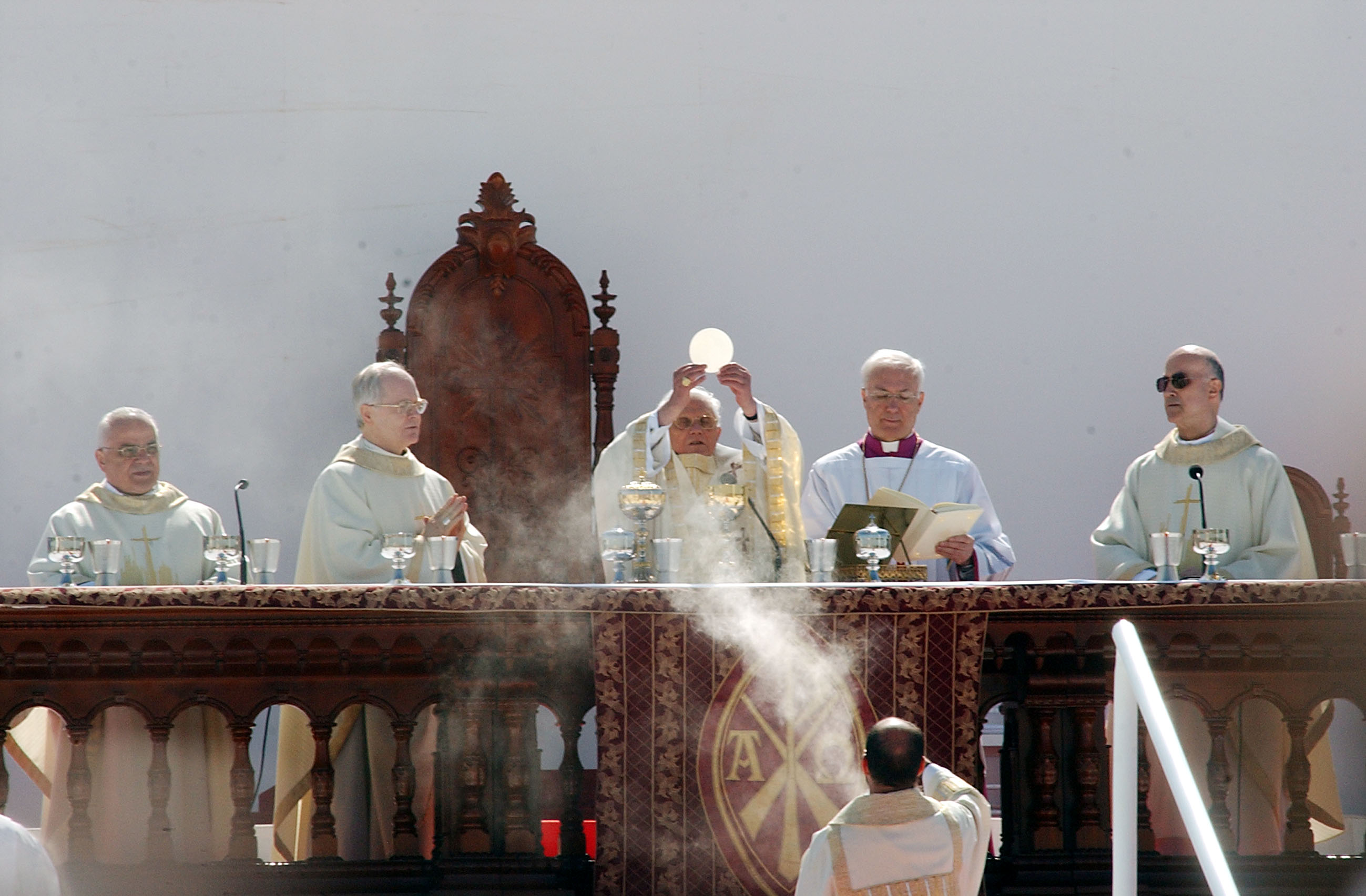
Ukazanie chleba eucharystycznego przy słowach ustanowienia Eucharystii (konsekracji) w czasie celebracji, której przewodniczył Benedykt XVI. Według nauczania katolickiego: „chleb i wino po konsekracji rzeczywiście przestają istnieć, tak że po niej godne uwielbienia Ciało i Krew Pana Jezusa są prawdziwie przed nami obecne pod postaciami sakramentalnymi chleba i wina” (Paweł VI, „Credo Ludu Bożego” /1968 r./). W terminologii scholastycznej nazywa się to przeistoczeniem.

#### Qui, pridie – On to w dzień przed męką
Jest to święte opowiadanie o ustanowieniu Eucharystii, czyli konsekracja chleba i wina. Według scholastycznej tradycji teologicznej w czasie tej modlitwy dochodzi do przeistoczenia. Tomasz z Akwinu w Sumie teologicznej nazywał słowa Jezusa formą sakramentu. Zastosował do ich egzegezy metafizyczne pojęcia materii i formy wzięte od Arystotelesa, którego szanował jako Filozofa par excellence.
Kardynał Joseph Ratzinger przestrzegał przed sztucznym zawężaniem, redukowaniem całej modlitwy eucharystycznej do słów ustanowienia jako „formy” sakramentalnej. Byłoby to definiowanie Eucharystii w oderwaniu od żywej celebracji liturgicznej – typowe dla neoscholastycyzmu, XIX-wiecznej teologii nawiązującej do średniowiecznej teologii szkolnej. Kanon eucharystyczny jest żywą siecią powiązań Tradycji:

/Jest to/... mylna ścieżka, na którą możemy być wprowadzeni przez neoscholastyczną teologię sakramentalną, odłączoną od żywej formy Liturgii. Na gruncie tej /teologii/, ludzie mogą zredukować „substancję” do materii i formy sakramentu i powiedzieć: chleb i wino są materią sakramentu; słowa ustanowienia są jej formą. Tylko te dwie rzeczy są naprawdę konieczne; wszystko inne można zmieniać. W tym punkcie moderniści i tradycjonaliści się zgadzają: jak długo obecna jest materia darów i wypowiadane są słowa ustanowienia, wtedy wszystko inne jest otwarte na dowolne zmiany. (...) Ruch liturgiczny faktycznie próbował przezwyciężyć ten redukcjonizm, będący wytworem abstrakcyjnej teologii sakramentalnej, by nauczyć nas rozumieć Liturgię jako żywą sieć powiązań Tradycji, która przybrała konkretną formę, której nie można rozrywać na małe kawałki, lecz musi być postrzegana i doświadczana jako żywa całość.

Qui pridie w wyniku reformy soborowej doznało kilku zmian. Uzupełniono słowa Jezusa nad chlebem. Do słów „to jest ciało moje” dodano określenie: „za was wydane”. Po słowach Jezusa nad kielichem w pierwotnej wersji opisu ustanowienia następowało zdanie Tajemnica wiary: „...kielich krwi mojej nowego i wiecznego przymierza. Tajemnica wiary. To czyńcie...”. Było to nawiązanie do nauczania św. Pawła o tajemnicy, która utożsamia się z nowym przymierzem w Chrystusie. W nowym mszale rzymskim je usunięto. Zamieniono też zdanie na końcu: „Ilekroć to czynić będziecie, na Moją pamiątkę czyńcie” na „To czyńcie na Moją pamiątkę”.

#### Unde et memores – Boże Ojcze
Następuje anamneza, niemal identyczna z liturgią św. Marka i podobna w słownictwie ofiarniczym z anaforą Serapiona z Thmuis. O starodawności tego wspomnienia misterium paschalnego świadczy zatrzymanie się na Wniebowstąpieniu Chrystusa. Na początku odnajdujemy rozróżnienie między prezbiterami („my Twoi słudzy”) i wiernymi („lud Twój święty”). Jednak jednocześnie podkreślone jest, podobnie jak wcześniej w Communicantes, że wszyscy razem, choć stosownie do swego stanu, wspominają i składają ofiarę – „ofiarę czystą, świętą i doskonałą”. Wersja łacińska brzmi bardzo uroczyście, stosując rytmiczne powtórzenia:
„offerimus... (ofiarujemy)

hostiam puram (żertwę czystą)

hostiam sanctam (żertwę świętą)

hostiam immaculatam (żertwę niepokalaną)

Panem sanctum vitae aeternae (Chleb święty życia wiecznego)

et Calicem salutis perpetuae” (i kielich wiekuistego zbawienia)
Ofiara czysta, podobnie jak na początku w Te igitur wyrażenie „święte ofiary bez skazy” (łac. sancta sacrificia illibata), jest motywem przejętym z liturgii Pierwszego Przymierza. Jeszcze raz zostanie powtórzony w następnej modlitwie.

#### Druga epikleza Kanonu

##### Supra quae – Racz wejrzeć na nie
Modlitwa ta jest pierwszą częścią epiklezy – drugiej epiklezy Kanonu. Tekst Supra quae w polskim tłumaczeniu brzmi następująco:

Racz wejrzeć na nie z miłością (łac. sereno vultu) i łaskawie przyjąć, podobnie jak przyjąłeś dary swego sługi, sprawiedliwego Abla, i ofiarę naszego patriarchy Abrahama oraz tę ofiarę, którą Ci złożył najwyższy twój kapłan Melchizedek, jako zapowiedź Ofiary doskonałej.

Obok ofiary Abla i Abrahama, wymieniona jest ofiara tajemniczego króla pokoju Melchizedeka. Według Louis Bouyera, nie jest, przy obecnym stanie wiedzy, możliwe ustalenie skąd w kanonie wzięła się wzmianka o Melchizedeku, choć można odnaleźć źródła wzmianki o Ablu i Aniele. W najstarszych modlitwach eucharystycznych występuje jeszcze tylko w tekście z Konstytucji apostolskich VIII,23. Można jedynie rozumieć, że wspomnienie ofiary Melchizedeka w Liście do Hebrajczyków wskazuje, że w czasach współczesnych powstaniu chrześcijaństwa Melchizedek był przedmiotem rozważań w pewnych środowiskach w obrębie judaizmu. Mógł być wprowadzony, razem z innymi imionami patriarchów Izraela, do niektórych odmian modlitwy synagogalnej zwanej błogosławieństwem Awoda. Błogosławieństwo to w synagodze miało charakter ofiary uwielbienia – w pierwotnej liturgii świątynnej awoda towarzyszyły właśnie składaniu codziennych ofiar całopalnych. A później zostały przepracowane, aby można je było zastosować – już w formie bezkrwawej – do przywrócenia ofiar przerwanych przez Tytusa Flawiusza, którego wojska zburzyły Świątynię w 70 roku po Chr.
Ostatnie zdanie modlitwy Supra quae mówi o tym, co ofiarował Melchizedek: sanctum sacrificium, immaculatam hostiam – „święta ofiara, niepokalana żertwa” tajemniczego króla-kapłana była zapowiedzią „ofiary czystej” narodów, o której mówił prorok Malachiasz (Ml 1,11). Zdanie to zostało dodane przez papieża św. Leona wielkiego. Polski przekład, choć uproszczony, ukazuje ten związek explicite: „...oraz tę ofiarę, którą Ci złożył najwyższy Twój kapłan Melchizedek, jako zapowiedź Ofiary doskonałej”. W dosłownym tłumaczenie tekst brzmiałby: „oraz tę ofiarę, którą Ci złożył najwyższy Twój kapłan Melchizedek – świętą ofiarę, niepokalaną żertwę”.

##### Supplices te rogamus – Pokornie Cię błagamy
Supplices te rogamus uzupełnia poprzednią modlitwę – razem składają się na drugą epiklezę Kanonu. Umieszczono w niej prośbę o pośrednictwo anioła w złożeniu ofiary eucharystycznej, podobnie jak w rycie aleksandryjskim w modlitwie przed Sanctus. Prezbiter w Kanonie mówi:

Pokornie Cię błagamy, wszechmogący Boże, niech Twój święty Anioł zaniesie tę Ofiarę na ołtarz w niebie przed oblicze boskiego majestatu Twego, abyśmy przyjmując z tego ołtarza Najświętsze Ciało i Krew Twojego Syna,
otrzymali obfite błogosławieństwo i łaskę.

Tuż przed tą modlitwą jest wspomnienie ofiar Abla, Abrahama i Melchizedeka. Wcześniej jest anamneza-pamiątka, która jest, jak wykazał Max Thurian, duchową ofiarą. Było tak już w modlitwach judaizmu. W synagogach, szczególnie w czasie wygnania babilońskiego, a także po zburzeniu Świątyni zajęła ona miejsce ofiar ze zwierząt i pokarmów. Włączenie do Kanonu prośby o pośrednictwo Anioła świadczy właśnie o związkach z liturgią synagogalną. W myśl teologii judeo-chrześcijańskiej ofiara Kościoła jest przyjęta przez Boga pod warunkiem łączności z kultem anielskim. Ziemska liturgia, cześć jaką Bóg odbiera, łączy jej uczestników z niebiańskim kultem anielskich potęg. Według starotestamentalnej tradycji kapłańskiej, jak ją zachował Pięcioksiąg, kult ustanowiony przez Mojżesza z jego ołtarzem i ofiarami był jedynie odbiciem kultu niebiańskiego. Lud Izraela włączał się w ten sposób w liturgię anielską (por. Księga Wyjścia 25,9-40, por. Księga Tobiasza 12,12 i 15).

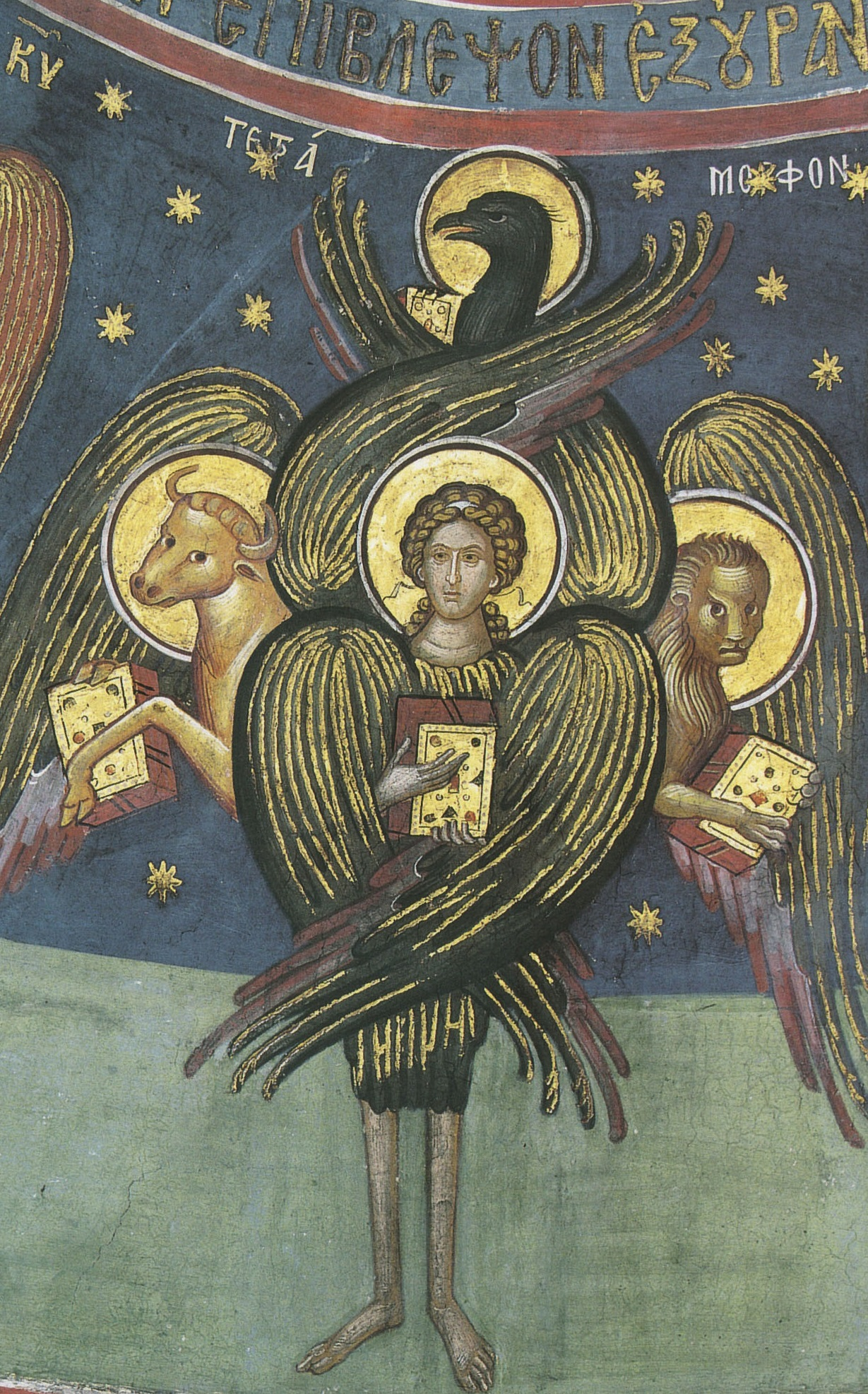
Jeden z Aniołów z wizji proroka Ezechiela: „Miały one postać człowieka...Każda z nich miała po cztery twarze i po cztery skrzydła...skrzydła ich mianowicie przylegały wzajemnie do siebie” (Ez 1,5-10). Symbolizuje obecność Bożą Szechina. Fresk nawiązujący do czterech ewangelistów z jednego z klasztorów w greckich Meteorach

Potęgi zostały ukazane w wizjach zapisanych w Księdze Izajasza 6 oraz w pierwszym rozdziale Księgi Ezechiela. Miały one zastosowanie w synagogalnej modlitwie Kedusza i błogosławieństwach, jakie jej towarzyszą w kulcie żydowskim. Stąd przeszły do liturgii starochrześcijańskiej. W tamtym okresie nie czyniono wyraźnego rozróżnienia, jak w późniejszych etapach rozwoju teologii, między obecnością aniołów a obecnością samego Boga. Anioł jest stworzoną manifestacją Boga, jego funkcja polega na ochronie transcendencji Boga. Obecność aniołów na ziemi jest więc znakiem obecności Boga samego, jego Szechina. W symbolice Świątyni Starego Testamentu Obecność ukazana była na skrzydłach cherubów, prowadzona przez „koła” ognia (Ofanim), i wielbiona przez lot i śpiew serafów. Tę funkcję aniołów Ewangelie zastosowały do opisu narodzenia Syna Bożego. W noc betlejemską zstąpiły na ziemię całe zastępy wojska anielskiego (Łk 2,8nn). Także w ewangelicznych opisach paschalnych, w grobie, w miejscu spoczynku ciała Jezusa Chrystusa pojawiają się dwaj aniołowie – przy głowie i przy nogach. Najwyraźniej – według Louisa Bouyera – nawiązując do cherubinów, rozpościerających swe skrzydła w Świątyni jerozolimskiej z obu stron przebłagalni (por. Ewangelia Jana 20,12, por. Ewangelia Łukasza 24,4). Po zmartwychwstaniu, gdy w Dziejach Apostolskich opisane jest wstąpienie Jezusa do nieba, ukazany jest w towarzystwie aniołów (Dz 1,10nn). Nawiązanie w modlitwie eucharystycznej Kanonu do posługi anielskiej ma więc za sobą całą teologię.
W modlitwie Supplices te rogamus Anioł – lub aniołowie w innych znanych, starszych wersjach modlitw – ma zanieść do nieba ofiarę „tak błogosławionej męki” (łac. tam beatae passionis), o której była mowa w anamnezie. W zamian ma dokonać się przyjęcie uświęcającego działania Ducha Świętego, którym jest „wszelkie błogosławieństwo i łaska”. Jak wskazał Louis Bouyer, w zamyśle tych, którzy układali modlitwę chodziło o wyrażenie dokonującej się tajemnicy wstąpienia Chrystusa – ukrzyżowanego i powstałego z otchłani – do nieba i następnie zstąpienia Ducha Świętego na celebrującą tę Eucharystię wspólnotę Kościoła. Gdy w Dniu Pięćdziesiątnicy został zesłany Kościołowi jako Paraklet, Duch Święty był w pojęciu starożytnych „aniołem Pana” par excellenence (por. Księga Malachiasza 1,11). Nierozdzielnie z nim związane są wszystkie duchy, „które są przed tronem Boga” (Ap 1,4n; 4,5) i które przedstawiają Bogu modlitwy i ofiary Kościoła, umacniając wiernych.

### Zakończenie Kanonu
Ta końcowa cześć Kanonu wykazuje podobieństwo do zakończenia Eucharystii Serapiona oraz Eucharystii św. Marka. Ta ostatnia również przechodzi od modlitwy za zmarłych do ostatniej prośby za składających ofiarę.

#### Memento etiam – Pamiętaj, Boże (także)...
Następuje wspomnienie zmarłych. Język i pojęcia w niej używane są bardzo starodawne. Wyrażenie „znak wiary”, oznaczające pieczęć chrztu, „ochłoda” i przejście do życia wiecznego opisane jako przeniesienie z jednego miejsca na drugie, należą do języka pierwotnego Kościoła. W dosłownym tłumaczeniu modlitwa brzmi: „usilnie prosimy, abyś darował... wszystkim w Chrystusie spoczywającym miejsce ochłody, światła i pokoju – locum refrigerii, lucis et pacis ut indulgeas, deprecamur.” NB. Polskie tłumaczenie zamiast „miejsca ochłody”, wyprasza dla zmarłych „udział w Twojej radości”. W wielu najstarszych rękopisach Memento za zmarłych nie występuje. Jest to ślad zwyczaju liturgicznego w pewnym okresie, zgodnie z którym w eucharystiach niedzielnych nie modlono się za zmarłych. Umieszczenie w zakończeniu Kanonu wspomnienia spoczywających w Chrystusie współgra z jego bardzo eschatologicznym charakterem. Modlitwa ta łączy się z następną, będącą prośbą o dołączenie modlących się do grona świętych w królestwie.

#### Nobis quoque – Również nam
Modlitwa o dopuszczenie do grona świętych jest prośbą o uświęcenie uczestników celebracji eucharystycznej świadomych swej grzeszności. Jest to też stosowna okazja do końcowego wymienienia imion świętych ważnych dla danej społeczności. W średniowiecznych manuskryptach Kanonu, zależnie od regionu, znajdują się w tej modlitwie bardzo różne listy świętych. Na przykład w krajach frankofońskich wymieniano św. Marcina. Oryginalna rzymska wersja podaje wielu znanych męczenników, jest tam Ignacy z Antiochii, dwie słynne męczennice afrykańskie z Kartaginy Felicyta i Perpetua, dwie męczennice sycylijskie Agata i Łucja i dwie męczennice rzymskie Agnieszka i Cecylia. Są tam jednak także święci dziś zapomniani: Aleksander, Marcelin i Piotr, o których niewiele wiadomo. Anastazja jest w pewnym stopniu postacią legendarną, poświęcono jej bazylikę u stóp Awentynu.

#### Doksologia
We wstępie do doksologii zaczynającym się od słów „Per quem – Przez Chrystusa, naszego Pana”, wypowiadane jest błogosławieństwo „za wszystkie te dobra”. Dotyczyło ono najprawdopodobniej, oprócz przede wszystkim darów i łask eucharystycznych, także dóbr zebranych dla potrzebujących. Miały być rozdane potrzebującym na zakończenie Eucharystii. W starożytności celebrowanie Eucharystii było zawsze powiązane z dobroczynnością. Kanon kończy modlitwa uwielbienia, będąca końcową doksologią:

Przez Chrystusa, z Chrystusem i w Chrystusie, Tobie, Boże, Ojcze wszechmogący, w jedności Ducha Świętego, wszelka cześć i chwała, przez wszystkie wieki wieków.

### Symetria treści
Niektórzy autorzy, m.in. Tomasz A. Dawidowski, doszukują się symetrycznej struktury modlitwy. Odpowiednie części Kanonu przed i po Słowach ustanowienia można, według nich, zestawić ze sobą. Ponadto, symetrię samego Kanonu wzmacnia symetria modlitw przed i po nim.
| Qui, pridie Słowa ustanowienia, konsekracja chleba i wina |                                                                          |
| Quam oblationem epikleza, prośba o przeistoczenie         | Unde et memores wspomnienie Odkupienia, anamneza                         |
| Hanc igitur polecenie ofiary Nowego Testamentu            | Supra quae wspomnienie ofiar Starego Testamentu                          |
| Communicantes łączność z Kościołem w Niebie               | Supplices zjednoczenie z liturgią niebiańską                             |
| Memento żyjących                                          | Memento umarłych                                                         |
| In primis wspomnienie Kościoła wojującego na ziemi        | Nobis quoque prośba za duchowieństwo w łączności z męczennikami Kościoła |
| Te igitur Polecenie ofiar Bogu Ojcu przez Chrystusa       | Per quem haec Błogosławieństwo stworzenia przez Chrystusa                |
| Sanctus chwała Boża                                       | Per Ipsum chwała, doksologia                                             |
| Praefatio dziękczynienie Ojcu przez Syna                  | Pater noster modlitwa do Ojca przez Syna                                 |
| Secreta preludium, uroczyste otwarcie                     | Libera postludium, uroczyste zamknięcie                                  |

## Stosowanie Kanonu Rzymskiego
Zgodnie z 365. punktem Ogólnego Wprowadzenia do Mszału Rzymskiego, Kanon Rzymski można odmawiać zawsze. Ponadto zaleca się jego stosowanie w następujących dniach:
- każda niedziela;
- Msze mające własne Zjednoczeni:
  - Niepokalane Poczęcie NMP,
  - Narodzenie Pańskie (razem z jego oktawą),
  - Objawienie Pańskie,
  - Wielki Czwartek (Msza Święta Wieczerzy Pańskiej),
  - od Mszy Wigilii Paschalnej do 2. Niedzieli Wielkanocnej,
  - Wniebowstąpienie Pańskie,
  - Zesłanie Ducha Świętego,
  - Ofiarowanie Pańskie,
  - Zwiastowanie Pańskie,
  - Narodzenie świętego Jana Chrzciciela,
  - Przemienienie Pańskie,
  - Wniebowzięcie NMP,
  - rocznica konsekracji kościoła;
- Msze mające własne Boże przyjmij łaskawie tę Ofiarę:
  - Msza przy udzielaniu chrztu,
  - Msza przy udzielaniu bierzmowania,
  - Msza za nowożeńców;
  - Wielki Czwartek (Msza Święta Wieczerzy Pańskiej)
- święta Apostołów;
- święta świętych, których imiona wspomina się w tekście Kanonu.